# بطولة أوروبا تحت 19 سنة لكرة القدم 2012
بطولة أوروبا تحت 17 سنة لكرة القدم 2012 سوف تكون النسخة الحادية والستون من بطولة أوروبا تحت 19 سنة لكرة القدم التي ينظمها اليويفا. سوف تقام النهائيات في إستونيا من 3 يوليو إلى 15 يوليو. الاعبين المولودون بعد 1 يناير 1993 سيكونوا مؤهلون للمشاركة في هذه البطولة. هذه المسابقة أيضا بمثابة تصفيات مؤهلة لكأس العالم للشباب تحت 20 سنة 2013، حيث ستأهل 6 فرق من أوروبا.

## التصفيات
ستسبق المسابقة النهائية لبطولة أوروبا تحت 17 سنة لكرة القدم 2012 مرحلتين من التصفيات: دور التصفيات ودور النخبة. وخلال هذه الأدوار، سوف يتنافس 52 منتخب وطني لتحديد الفرق السبعة المتأهلة.

## المشاركين
- كرواتيا
- إنجلترا
- إستونيا (المستضيف)
- فرنسا
- اليونان
- البرتغال
- صربيا
- إسبانيا

## النتيجة

فرق بطولة أوروبا تحت 19 سنة 2012 والتصنيف النهائي

### دور المجموعات
أجريت القرعة في 6 يونيو 2012 في تالين، إستونيا.

#### المجموعة أ
| فريق     | نقاط | فرق | عليه | له | خ | ت | ف  | لعب |
| -------- | ---- | --- | ---- | -- | - | - | -- | --- |
| إسبانيا  | 3    | 2   | 1    | 0  | 7 | 4 | +3 | 7   |
| اليونان  | 3    | 2   | 0    | 1  | 8 | 5 | +3 | 6   |
| البرتغال | 3    | 1   | 1    | 1  | 8 | 6 | +2 | 4   |
| إستونيا  | 3    | 0   | 0    | 3  | 1 | 9 | −8 | 0   |

| اليونان                  | 1–2    | إسبانيا                       |
| ------------------------ | ------ | ----------------------------- |
| ديميتريس ديامانتاكوس 66' | Report | خيسي رودريغيز 30' · Derik 40' |

| إستونيا | 0–3    | البرتغال                                                      |
| ------- | ------ | ------------------------------------------------------------- |
|         | Report | أرتور بيك 5' (ه.ذ.) · بيتينهو 25' · دانيال سانتوس مارتينز 72' |

| إستونيا     | 1–4    | اليونان                                                               |
| ----------- | ------ | --------------------------------------------------------------------- |
| Luigend 90' | Report | جيورجوس كاتيديس 43' · Fourlanos 55' · ديميتريس ديامانتاكوس 85'، 90+2' |

| البرتغال                                                               | 3–3    | إسبانيا                    |
| ---------------------------------------------------------------------- | ------ | -------------------------- |
| بروما (لاعب كرة قدم) 11' · أندريه غوميش 39' · جواو ماريو 90+1' (ركلة.) | Report | خيسي رودريغيز 8'، 28'، 48' |

| إسبانيا                             | 2–0    | إستونيا |
| ----------------------------------- | ------ | ------- |
| دينيس سواريز 39' · باكو ألكاسير 86' | Report |         |

| البرتغال                         | 2–3    | اليونان                                          |
| -------------------------------- | ------ | ------------------------------------------------ |
| أندريه غوميش 19' · بيتينهو 90+6' | Report | جيانيس جاينايوتاس 18' · جيورجوس كاتيديس 42'، 69' |

#### المجموعة ب
| فريق    | نقاط | فرق | عليه | له | خ | ت | ف  | لعب |
| ------- | ---- | --- | ---- | -- | - | - | -- | --- |
| إنجلترا | 3    | 2   | 1    | 0  | 5 | 3 | +2 | 7   |
| فرنسا   | 3    | 2   | 0    | 1  | 5 | 2 | +3 | 6   |
| كرواتيا | 3    | 1   | 1    | 1  | 4 | 2 | +2 | 4   |
| صربيا   | 3    | 0   | 0    | 3  | 1 | 8 | −7 | 0   |

| إنجلترا            | 1–1    | كرواتيا              |
| ------------------ | ------ | -------------------- |
| ناثانيل شالوبه 60' | Report | دوماغوي بافيشيتش 57' |

| صربيا | 0–3    | فرنسا                                                 |
| ----- | ------ | ----------------------------------------------------- |
|       | Report | Samnick 17' · بول بوغبا 26' (ركلة.) · ثيباوت فيون 32' |

| فرنسا               | 1–0    | كرواتيا |
| ------------------- | ------ | ------- |
| ديميتري فولكييه 79' | Report |         |

| صربيا        | 1–2    | إنجلترا                            |
| ------------ | ------ | ---------------------------------- |
| Ninković 70' | Report | بينيك أفوبي 6' · ناثان ريدموند 63' |

| كرواتيا                                  | 3–0    | صربيا |
| ---------------------------------------- | ------ | ----- |
| دوماغوي بافيشيتش 2' · Pongračić 49'، 57' | Report |       |

| فرنسا             | 1–2    | إنجلترا                          |
| ----------------- | ------ | -------------------------------- |
| جوردان فيريتو 31' | Report | جون لوندسترام 16' · هاري كين 39' |

### مرحلة خروج المغلوب
|  | نصف النهائي      | نصف النهائي |   |  | النهائي          | النهائي |  |
|  |                  |             |   |  |                  |         |  |
|  | 12 يوليو – تالين |             |   |  |                  |         |  |
|  | إسبانيا          | 3 (4)       |   |  |                  |         |  |
|  | فرنسا            | 3 (2)       |   |  |                  |         |  |
|  |                  |             |   |  |                  |         |  |
|  |                  |             |   |  | 15 يوليو – تالين |         |  |
|  |                  |             |   |  | إسبانيا          | 1       |  |
|  |                  | اليونان     | 0 |  |                  |         |  |
|  |                  |             |   |  |                  |         |  |
|  |                  |             |   |  |                  |         |  |
|  |                  |             |   |  |                  |         |  |
|  | 12 يوليو – تالين |             |   |  |                  |         |  |
|  | إنجلترا          | 1           |   |  |                  |         |  |
|  | اليونان          | 2           |   |  |                  |         |  |

#### نصف النهائي
| إنجلترا         | 1–2 (ب.و.إ.) | اليونان                                     |
| --------------- | ------------ | ------------------------------------------- |
| بينيك أفوبي 56' | Report       | Bougaidis 38' · تشارالامبوس ليكوجيانيس 108' |

| إسبانيا                                                                       | 3–3 (ب.و.إ.) | فرنسا                                                     |
| ----------------------------------------------------------------------------- | ------------ | --------------------------------------------------------- |
| جيرارد دولوفيو 62'، 112' · باكو ألكاسير 78'                                   | Report       | صامويل أومتيتي 26'، 90+1' · بول بوغبا 117'                |
| ركلات الترجيح                                                                 |              |                                                           |
| خوسيه كامبانيا · دينيس سواريز · خيسي رودريغيز · باكو ألكاسير · جيرارد دولوفيو | 4–2          | بول بوغبا · الحسن بليا · صامويل أومتيتي · جيفري كوندوغبيا |

#### النهائي
| إسبانيا           | 1–0   | اليونان |
| ----------------- | ----- | ------- |
| خيسي رودريغيز 80' | تقرير |         |

| بطولة أوروبا تحت 19 سنة لكرة القدم 2012 |
| --------------------------------------- |
| · إسبانيا · للمرة التاسعة               |